# Campeonato Chileno de Futebol de 2025 – Segunda Divisão
A Primera B do Chile de 2025 ou Liga de Ascenso de 2025 — oficialmente denominada Liga de Ascenso Caixun de 2025 por questões de patrocínio — é a 76ª edição oficial da segunda divisão do futebol chileno. É também a primeira edição sob o patrocínio fabricante de eletrônicos Caixun.
O certame correspondente à Primera B do Futebol Profissional Chileno é organizado pela Associação Nacional de Futebol Profissional (ANFP).
A temporada teve início em 21 de fevereiro e está programada para terminar em 2 de novembro de 2025.
Entre as principais novidades do torneio estão os dois clubes rebaixados da Primeira Divisão de 2024: o Deportes Copiapó, que retorna à "divisão de prata" após duas temporadas na elite, e o Cobreloa, que teve breve passagem de um ano pela primeira divisão.
Outro destaque é o retorno do Deportes Concepción, que volta à segunda divisão depois de oito anos e meio afastado. O "León de Collao" foi declarado campeão nos tribunais, apesar de ter sido derrotado nos pênaltis pelo Deportes Melipilla na partida de desempate realizada em Rancagua. A reviravolta ocorreu em 23 de janeiro de 2025, quando o Tribunal de Disciplina da ANFP puniu o Melipilla com a perda de três pontos na classificação da Segunda Divisão Profissional de 2024 — decisão que garantiu o título e o acesso ao Deportes Concepción.
Outra mudança significativa para esta temporada é a nova identidade visual e nomenclatura da competição. Pela primeira vez, o torneio será oficialmente chamado de "Liga de Ascenso", substituindo o nome anterior "Campeonato Ascenso", usado desde 2021. A mudança acompanha o novo acordo de "direitos de nome" entre a ANFP e a Caixun, fabricante de produtos eletrônicos.

## Regulamento

### Sistema de disputa
A competição será disputada sob o mesmo formato adotado nas últimas temporadas, com uma fase regular seguida por uma repescagem conhecida como Liguilla. Na fase regular, os 16 clubes participantes se enfrentam em sistema de pontos corridos em turno e returno — uma vez como mandante e outra como visitante — totalizando 30 rodadas. A classificação final dos clubes será definida com base nos seguintes critérios: 1) maior número de pontos conquistados; 2) maior saldo de gols; 3) maior número de vitórias; 4) maior número de gols marcados; 5) maior número de gols marcados como visitante; 6) menor número de cartões vermelhos recebidos; 7) menor número de cartões amarelos recebidos; e 8) sorteio.

### Definição do título e acesso
Ao final da fase regular, o líder da classificação geral será declarado campeão e garantirá o acesso direto à primeira divisão do Chile na temporada seguinte. Os clubes que terminarem entre o 2º e o 8º lugar disputarão uma repescagem, que definirá o segundo time promovido. O vice-líder da fase regular avançará diretamente às semifinais da repescagem, enquanto os demais disputarão as quartas de final. Em caso de igualdade entre dois clubes na pontuação pelo título haverá um jogo de desempate em campo neutro para definir o campeão. Se mais de dois clubes empatarem na pontuação, será feito um ranqueamento com os critérios acima até que restem apenas dois times para o jogo decisivo.

### Rebaixamento
Por outro lado, o clube que terminar na última posição da classificação, após as 30 rodadas, será rebaixado à terceira divisão (no Chile chamada Segunda División Profesional). Por fim, se dois clubes terminarem empatados em pontos na lanterna, será disputado um jogo de desempate em campo neutro para definir quem será rebaixado.

## Participantes
| 0000000000Clube0000000000 | 0000Cidade0000 | 00000Região00000   |
| ------------------------- | -------------- | ------------------ |
| Cobreloa                  | Calama         | Antofagasta        |
| Curicó Unido              | Curicó         | Maule              |
| Deportes Antofagasta      | Antofagasta    | Antofagasta        |
| Deportes Concepción       | Concepción     | Biobío             |
| Deportes Copiapó          | Copiapó        | Atacama            |
| Deportes Recoleta         | Recoleta       | Santiago           |
| Deportes Santa Cruz       | Santa Cruz     | O'Higgins          |
| Deportes Temuco           | Temuco         | Araucanía          |
| Magallanes                | San Bernardo   | Santiago           |
| Rangers                   | Talca          | Maule              |
| San Luis de Quillota      | Quillota       | Valparaíso         |
| San Marcos de Arica       | Arica          | Arica y Parinacota |
| Santiago Morning          | La Pintana     | Santiago           |
| Santiago Wanderers        | Valparaíso     | Valparaíso         |
| Unión San Felipe          | San Felipe     | Valparaíso         |
| Universidad de Concepción | Concepción     | Biobío             |

A liga conta com 16 times, sendo 13 remanescentes da segunda divsão de 2024, além de dois clubes rebaixados do primeira divisão de 2024 — Cobreloa e Deportes Copiapó — e do campeão da terceia divisão de 2024, o Deportes Concepción, que retorna à segunda divisão após nove anos, desde sua desfiliação da ANFP em 2016. Esses clubes substituem o Deportes La Serena e o Deportes Limache, promovidos para a primeira divisão de 2025, além do Barnechea, rebaixado para a terceira divisão.
A promoção do Deportes Concepción à seugunda divisão só foi oficialmente confirmada em 31 de janeiro de 2025, após decisão do Tribunal Disciplinar da ANFP, que determinou a perda de três pontos do Deportes Melipilla na classificação final da terceira divisão de 2024. Com isso, o Concepción foi declarado campeão da competição. A ratificação do título e da participação do clube no torneio foi feita pela ANFP em 4 de fevereiro, liberando formalmente o León de Collao para disputar a temporada de 2025 da segunda divisão chilena.

## Classificação
| Pos | Equipe                    | Pts | J  | V  | E | D | GP | GC | SG  | Classificação ou descenso                          |
| --- | ------------------------- | --- | -- | -- | - | - | -- | -- | --- | -------------------------------------------------- |
| 1   | San Marcos de Arica       | 31  | 15 | 10 | 1 | 4 | 22 | 15 | +7  | Promovido à primeira divisão                       |
| 2   | Deportes Copiapó          | 27  | 14 | 8  | 3 | 3 | 22 | 8  | +14 | Avança à semifinal da repescagem de acesso         |
| 3   | Universidad de Concepción | 24  | 14 | 7  | 3 | 4 | 17 | 10 | +7  | Avança às quartas de final da repescagem de acesso |
| 4   | Santiago Wanderers        | 21  | 14 | 5  | 6 | 3 | 22 | 16 | +6  | Avança às quartas de final da repescagem de acesso |
| 5   | Cobreloa                  | 21  | 14 | 5  | 6 | 3 | 19 | 20 | −1  | Avança às quartas de final da repescagem de acesso |
| 6   | San Luis de Quillota      | 20  | 14 | 5  | 5 | 4 | 13 | 15 | −2  | Avança às quartas de final da repescagem de acesso |
| 7   | Deportes Recoleta         | 20  | 15 | 5  | 5 | 5 | 16 | 19 | −3  | Avança às quartas de final da repescagem de acesso |
| 8   | Rangers                   | 19  | 15 | 4  | 7 | 4 | 20 | 19 | +1  | Avança às quartas de final da repescagem de acesso |
| 9   | Deportes Concepción       | 18  | 14 | 5  | 3 | 6 | 17 | 17 | 0   |                                                    |
| 10  | Curicó Unido              | 17  | 14 | 4  | 5 | 5 | 17 | 16 | +1  |                                                    |
| 11  | Deportes Temuco           | 17  | 14 | 4  | 5 | 5 | 17 | 18 | −1  |                                                    |
| 12  | Deportes Antofagasta      | 17  | 14 | 4  | 5 | 5 | 19 | 21 | −2  |                                                    |
| 13  | Magallanes                | 14  | 14 | 3  | 5 | 6 | 10 | 16 | −6  |                                                    |
| 14  | Deportes Santa Cruz       | 13  | 14 | 3  | 4 | 7 | 16 | 22 | −6  |                                                    |
| 15  | Unión San Felipe          | 10  | 15 | 2  | 4 | 9 | 12 | 22 | −10 |                                                    |
| 16  | Santiago Morning          | 17  | 14 | 4  | 5 | 5 | 13 | 18 | −5  | Rebaixado à terceira divisão                       |

## Fase final
Conhecida no Chile como "Liguilla de Ascenso", esta fase final será disputada pelos clubes que terminarem o campeonato nas posições de 2º a 8º lugar.

### Quartas de final daLiguilla de Ascenso
| Chave | Clube 1  | Agregado | Clube 2  | 1.º jogo | 2.º jogo |
| ----- | -------- | -------- | -------- | -------- | -------- |
| 1     | 3º lugar | —        | 8º lugar | —        | —        |
| 2     | 4º lugar | —        | 7º lugar | —        | —        |
| 3     | 5º lugar | —        | 6º lugar | —        | —        |

### Semifinal daLiguilla de Ascenso
| Chave | Clube 1                         | Agregado | Clube 2                         | 1.º jogo | 2.º jogo |
| ----- | ------------------------------- | -------- | ------------------------------- | -------- | -------- |
| A     | 2º lugar                        | —        | Clube com a pior colocação      | —        | —        |
| B     | Clube com a 2ª melhor colocação | —        | Clube com a 3ª melhor colocação | —        | —        |

### Final daLiguilla de Ascenso
| Chave | Clube 1                        | Agregado | Clube 2                      | 1.º jogo | 2.º jogo |
| ----- | ------------------------------ | -------- | ---------------------------- | -------- | -------- |
| —     | Finalista com melhor colocação | —        | Finalista com pior colocação | —        | —        |

## Estatísticas

### Artilharia
- Atualizado até 22 de junho de 2025

| Jogador   | Jogador               | Clube                         | 00Gols00 |
| --------- | --------------------- | ----------------------------- | -------- |
| 00        | Isaac Díaz            | Rangers                       | 9        |
| Uruguai   | Luis Acevedo          | Deportes Temuco               | 7        |
| Argentina | Tobías Figueroa       | Deportes Antofagasta          | 7        |
| Chile     | Camilo Melivilú       | San Marcos de Arica           | 7        |
| Argentina | Matías Gallegos       | Deportes Copiapó              | 6        |
| Chile     | Iam González          | 00Universidad de Concepción00 | 6        |
| Argentina | Gustavo Gotti         | Cobreloa                      | 6        |
| Argentina | Milton Alegre         | Deportes Santa Cruz           | 5        |
| Chile     | Álvaro Delgado        | Cobreloa                      | 5        |
| Chile     | Thomas Jones          | Deportes Copiapó              | 5        |
| Argentina | Joaquín Larrivey      | Deportes Concepción           | 5        |
| Argentina | 00Martiniano Moreno00 | Deportes Santa Cruz           | 5        |

Fonte: Soccerway